# 小行星5245
小行星5245（英語：5245 Maslyakov）是一颗围绕太阳公转的小行星。1976年4月1日，尼古拉·切爾尼赫在克里米亚发现了此天体。
这颗小行星的绝对星等为87.60711等。